# Clannad
Clannad este o trupă rock/folk din Gweedore, Comitatul Donegal, Irlanda.  Formată în 1970, Clannad a rămas constant printre cele mai populare prezențe în lume începând cu mijlocul anilor 1982.

## Discografie
- 1973 - Clannad nó The Pretty Maid
- 1975 - Clannad 2
- 1976 - Dúlamán
- 1979 - Clannad In Concert [Beo]
- 1980 - Crann Úll
- 1982 - Fuaim
- 1983 - Magical Ring
- 1984 - Legend
- 1985 - Macalla
- 1987 - Sirius
- 1988 - Aatlantic Realm [Fuaimriain]
- 1989 - Past Present
- 1989 - The Angel and the Soldier Boy [Fuaimriain]
- 1990 - Anam
- 1993 - Banba
- 1996 - Lore
- 1997 - Landmarks
- 1998 - An Díolaim
- 2003 - The Best Of Clannad: In A Lifetime
- 2005 - Clannad: Live In Concert, 1996
- 2013 - Nádúr